# Valkyrie
A Valkyrie amerikai doom metal együttes a virginiai Harrisonburg-ből. 2002-ben alakultak, a következő felállással: Jake Adams - ének, gitár, Eric Seaman - basszusgitár, Luke Shafer - dob. 2004-ben Jake testvére, Pete csatlakozott a zenekarhoz, így ez a felállás rögzített egy öt dalból álló demót.

## Tagok
- Jake Adams - gitár, ének (2002–)
- Pete Adams - gitár, ének (2004–)
- Alan Fary - basszusgitár (2012–)
- Warren Hawkins - dob (2007–)

Korábbi tagok
- Eric Seaman - basszusgitár (2002-2004)
- Luke Shafer - dob (2002-2004)
- Mike Hoke - dob (2004)
- Nick Crabill - basszusgitár (2004-2006)
- Nic McInturff - dob (2004-2006)
- Gary Isom - dob (2006-2007)
- Will Barry-Rec - basszusgitár (2006-2012)

## Diszkográfia
- Valkyrie / VOG (2005)
- Valkyrie (2006)
- Valkyrie / Bible of the Devil (2008)
- Man of Two Visions (2010)
- Valkyrie/Earthling split 7" (2012)
- Shadows (2015)
- Fear (2020)